# Nhà thờ Thánh giá ở Prešov
Nhà thờ Thánh giá ở Prešov (tiếng Slovakia: Kostol svätého Kríža v Prešov) là một nhà thờ tọa lạc ở thành phố Prešov, Slovakia. Vào ngày 17 tháng 4 năm 1963, nhà thờ này được ghi danh vào Danh sách Di tích Trung ương theo quyết định của Bộ Văn hóa Cộng hòa Slovakia.

## Lịch sử
Nhà thờ Thánh giá ở Prešov là một tòa nhà được xây dựng theo phong cách kiến trúc Baroque vào năm 1753. Việc xây dựng nhà thờ do František Perger đảm nhận.

## Miêu tả
Các bức tranh tường trong nội thất nhà thờ là tác phẩm của một họa sĩ gốc Prešov tên là Ondrej Trtina. Ông cũng là người đã trang trí bàn thờ với họa tiết Golgotha vào năm 1765. Ông sử dụng nhiều màu sắc để trang trí nội thất của nhà thờ. Ánh sáng xuyên qua các cửa sổ hình tròn và hình bầu dục nhỏ tạo ra một không gian Baroque huyễn hoặc, có tác dụng tạo ấn tượng thị giác là nội thất lớn hơn nhiều. Phía trên bàn thờ có ba cây thập giá và bức tượng của Đức Mẹ Đồng trinh, Thánh Gioan Tông đồ và Mary Magdalene. Có ba quả chuông bên trong nhà thờ, được lắp đặt vào các năm 1752, 1774 và 1824.